# Laagri
Laagri is een plaats in de Estlandse gemeente Saue vald, provincie Harjumaa. De plaats heeft de status van vlek (alevik). Ze was tot in oktober 2017 de hoofdplaats van Saue vald; sinds die maand is dat de stad Saue. De plaats ligt tegen de gemeentegrens van Tallinn aan, op 13 km van het centrum van die stad.

## Bevolking
Laagri had 5165 inwoners op 31 december 2011 en 6117 inwoners op 31 december 2021.

## Geschiedenis
Laagri is een verzelfstandigd deel van het vroegere dorp Pääsküla. In het gebied dat later Laagri werd, liet tsaar Peter de Grote in de 18e eeuw een depot inrichten voor de marinehavens van Tallinn.
In Laagri werd tijdens de Eerste Wereldoorlog een krijgsgevangenenkamp ingericht. Het kamp had ook een tijdelijke halte aan de spoorlijn Tallinn - Paldiski, die langs Laagri komt. In deze tijd ontstond de naam Laagri, die was afgeleid van het Russische woord лагерь, dat op zijn beurt was overgenomen van het Duitse Lager. In 1928 kreeg dit deel van Pääsküla officieel de naam Laagri. In hetzelfde jaar kreeg het dorp weer een station, station Laagri.
Na de Tweede Wereldoorlog groeide Laagri sterk. De model-kolchoz Lenin was hier gevestigd en trok veel arbeiders aan. In 1968 werd het noordelijk deel van Laagri, ten noorden van de rivier Pääsküla, bij Tallinn gevoegd. Dat is sindsdien de wijk Laagri. Het station Laagri kwam ook in Tallinn terecht. De wijk blijft wat aantal inwoners betreft (863 op 1 januari 2020) ver achter bij de vlek.
Sinds 1977 heeft Laagri de status van vlek.

## Sport
De voetbalclub Harju JK Laagri is gevestigd in Laagri.